# Chapelle de la Très-Sainte-Trinité et du Saint-Suaire de Nice
Pour les articles homonymes, voir Chapelle de la Trinité.
La chapelle de la Très-Sainte-Trinité et du Saint-Suaire, à Nice, appartient à la confrérie des pénitents rouges.

## Historique

### La confrérie des Pénitents rouges de Nice
La confrérie des Pénitents rouges a été constituée par l'agrégation au cours du temps de trois confréries, celle du Saint-Nom-de-Jésus, fondée en 1579, celle du Saint-Esprit qui daterait de 1585, et celle du Saint-Suaire fondée à Nice en 1620. Les confréries du Saint-Suaire et du Saint-Nom-de-Jésus ont été réunies en 1782 sous le nom du Saint-Esprit. 
Avec l'arrivée des troupes révolutionnaires à Nice, les confréries sont dissoutes et leurs biens saisis. Les deux chapelles qui appartenaient à la nouvelle confrérie ont été détruites sous l’Empire pour aménager des places. En 1807, la confrérie du Saint-Esprit a fusionné avec la confrérie du Saint-Suaire pour former la confrérie de la Très-Sainte-Trinité. Les pénitents ont adopté le sac rouge au cordon rouge.
Après le retour du comté de Nice à la maison de Savoie, en 1814, la confrérie s'est affiliée en 1818 avec l'archiconfrérie romaine de la Très-Sainte-Trinité qui avait été fondée en 1550 par saint Philippe Néri.

### La chapelle du Saint-Suaire
La chapelle du Saint-Suaire ayant été saisie à la Révolution, la confrérie obtint du roi Charles-Félix sa restitution en 1824.
Une première chapelle avait été construite en 1657-1660 par les religieuses de la Visitation Sainte-Marie pour servir d'oratoire à la confrérie du Saint-Suaire. Les religieuses souhaitaient l'échanger contre la chapelle de la confrérie pour agrandir leur monastère.
La création du Sénat de Nice, cour de justice permettant de juger en appel, a nécessité de trouver un lieu pour son installation. Après avoir siégé dans plusieurs bâtiments, on décida, dans la seconde moitié du XVIIe siècle, de l'installer à l'emplacement des bâtiments de la gabelle, à côté de l'oratoire de la confrérie du Saint-Suaire. En 1750, le président du Sénat de Nice, Pierre Mellarède, demande au roi Charles-Emmanuel III l'autorisation d'agrandir le bâtiment. Un premier projet est présenté par le colonel-ingénieur Devincenti. Le roi demande l'avis de l'architecte Joseph Michaud qui présente un nouveau projet le 4 janvier 1763 qui prévoit une jonction entre le bâtiment du Sénat avec la chapelle du Saint-Suaire.  Finalement, la façade de la chapelle est construite par l'architecte Gio-Battista Borra en 1763, en même temps que la salle d'audience située à côté et la loge du Sénat. Les travaux ont été réalisés par l'entrepreneur Dominique Antoine Caldilary, aidé de Jacques Aschieri.
Après l'entrée des troupes françaises, en septembre 1792, les bâtiments sont occupés par les militaires. La chapelle a été transformée pour loger les soldats puis la voûte de la chapelle s'est effondrée. Pendant l'occupation française, on avait eu le but d'agrandir le palais de Justice sur son emplacement. Un dessin du 25 septembre 1824 montre l'état de délabrement du bâtiment.
Après sa restitution en 1824, la chapelle a été reconstruite grâce aux dons du roi Charles-Félix. La nef a été relevée et décorée par le chevalier Paul-Émile Barberi (1775-1847), peintre et architecte, et lui-même pénitent rouge, en 1825.

## Description
La chapelle est d'un plan rectangulaire très simple. La façade a abandonné le style baroque qui avait été utilisé pour les chapelles de Pénitents pour adopter le style néo-classique.
Le maître-autel est décoré du tableau La Sainte Trinité réalisé Paul-Émile Barberi. La chapelle a conservé de l'ancien édifice un tableau peint en 1660 par Gio-Gasparo Baldoino ou Jean-Gaspard Baudoin (vers 1590-1669) figurant sur deux registres, la Mise au tombeau, en partie inférieure, et en haut une Ostension du Saint-Suaire par les anges.
La chapelle possède un groupe de procession en bois sculpté polychrome, représentant le Miracle de saint Hospice, ermite qui vivait au VIe siècle dans une tour de la presqu’île de Saint-Jean-Cap-Ferrat.